# Crosslake
Crosslake – miasto w Stanach Zjednoczonych, w stanie Minnesota, w hrabstwie Crow Wing.